# Czechosłowacja na Letnich Igrzyskach Olimpijskich 1920
Czechosłowację na Letnich Igrzyskach Olimpijskich 1920 reprezentowało 119 zawodników, 118 mężczyzn i 1 kobieta. Był to debiut reprezentacji Czechosłowacji na letnich igrzyskach olimpijskich.

## Zdobyte medale
| Medal | Zawodnik                                                                                              | Dyscyplina      | Konkurencja            | Rezultat                    |
| ----- | --- | --------------- | ---------------------- | --------------------------- |
| Brąz  | Karel Hartmann Valentin Loos Jan Palouš Jan Peka Karel Pešek Josef Šroubek Otakar Vindyš Karel Wälzer | Hokej na lodzie | Turniej mężczyzn       | 1:0 w meczu o brązowy medal |
| Brąz  | Milada Skrbková Ladislav Žemla                                                                        | Tenis ziemny    | Konkurs par mieszanych | 2:0w meczu o brązowy medal  |

## Skład kadry

### Gimnastyka
| Zawodnik | Konkurencja        | Finał   | Finał   |
| Zawodnik | Konkurencja        | Wynik   | Miejsce |
| --- | ------------------ | ------- | ------- |
| Josef Bochníček, Ladislav Bubeníček, Josef Čada, Stanislav lndruch, Miroslav Klinger, Josef Malý, Zdeněk Opočenský, Josef Pagáč, František Pecháček, Robert Pražák, Václav Stolař, Svatopluk Svoboda, Ladislav Vácha, František Vaněček, Jaroslav Velda, Václav Wirt | wielobój drużynowo | 305,255 | 4.      |

### Hokej na lodzie
Reprezentacja mężczyzn
| - Karel Hartmann - Valentin Loos - Jan Palouš - Jan Peka - Karel Pešek - Josef Šroubek - Otakar Vindyš - Karel Wälzer |

#### Turniej o złoty medal
Ćwierćfinał
|  | Kanada | 15:0 | Czechosłowacja |  |

|  |  |  |  |  |

#### Turniej o srebrny medal
Finał
|  | Stany Zjednoczone | 16:0 | Czechosłowacja |  |

|  |  |  |  |  |

#### Turniej o brązowy medal
Finał
Półfinał
|  | Czechosłowacja | 1:0 | Szwecja |  |

|  |  |  |  |  |

Reprezentacja Czechosłowacji zdobyła brązowy medal.

### Kolarstwo

#### Kolarstwo szosowe
| Zawodnik                                                          | Konkurencja                    | Czas       | Pozycja |
| ----------------------------------------------------------------- | ------------------------------ | ---------- | ------- |
| Josef Procházka                                                   | jazda indywidualna na czas (m) | 5:23:31,4  | 34.     |
| Ladislav Janoušek                                                 | jazda indywidualna na czas (m) | 5:29:23,4  | 36.     |
| František Kundert                                                 | jazda indywidualna na czas (m) | 5:38:07,0  | 39.     |
| Bohumil Rameš                                                     | jazda indywidualna na czas (m) | 5:40:00,0  | 40.     |
| Josef Procházka Ladislav Janoušek František Kundert Bohumil Rameš | jazda drużynowa na czas (m)    | 22:10:01,8 | 9.      |

### Lekkoatletyka
Konkurencje biegowe
| Konkurencja        | Zawodnik            | Eliminacje | Eliminacje | Ćwierćfinał   | Ćwierćfinał   | Półfinał           | Półfinał           | Finał         | Finał         |
| Konkurencja        | Zawodnik            | Wynik      | Miejsce    | Wynik         | Miejsce       | Wynik              | Miejsce            |               |               |
| ------------------ | ------------------- | ---------- | ---------- | ------------- | ------------- | ------------------ | ------------------ | ------------- | ------------- |
| 100 m              | Vojtěch Plzák       | b.d        | 4.         | Nie awansował | Nie awansował | Nie awansował      | Nie awansował      | Nie awansował | Nie awansował |
| 100 m              | Eduard Hašek        | b.d        | 5.         | Nie awansował | Nie awansował | Nie awansował      | Nie awansował      | Nie awansował | Nie awansował |
| 200 m              | Vojtěch Plzák       | 23,4       | 1.         | 23,1          | 4.            | Nie awansował      | Nie awansował      | Nie awansował | Nie awansował |
| 400 m              | Karel Frankenstein  | 51,8       | 3.         | Nie awansował | Nie awansował | Nie awansował      | Nie awansował      | Nie awansował | Nie awansował |
| 400 m              | Karel Přibyl        | 54,0       | 3.         | Nie awansował | Nie awansował | Nie awansował      | Nie awansował      | Nie awansował | Nie awansował |
| 800 m              | Karel Přibyl        | b.d        | 8.         |               |               | Nie awansował      | Nie awansował      | Nie awansował | Nie awansował |
| 800 m              | Karel Frankenstein  | 2:00,0     | 7.         |               |               | Nie awansował      | Nie awansował      | Nie awansował | Nie awansował |
| 800 m              | Josef Teplý         | b.d        | 7.         |               |               | Nie awansował      | Nie awansował      | Nie awansował | Nie awansował |
| 800 m              | Jaroslav Procházka  | b.d        | 5.         |               |               | Nie awansował      | Nie awansował      | Nie awansował | Nie awansował |
| 1500 m             | Václav Vohralík     |            |            |               |               | 4:02,2             | 1.                 | 4:04,6        | 4.            |
| 5000 m             | Karel Pacák         |            |            |               |               | b.d                | 8.                 | Nie awansował | Nie awansował |
| 10 000 m           | Karel Pacák         |            |            |               |               | b.d                | 11.                | Nie awansował | Nie awansował |
| 110 m przez płotki | František Marek     |            |            | b.d           | 4.            | Nie awansował      | Nie awansował      | Nie awansował | Nie awansował |
| 110 m przez płotki | Adolf Reich         |            |            | b.d           | 4.            | Nie awansował      | Nie awansował      | Nie awansował | Nie awansował |
| 400 m przez płotki | František Marek     |            |            | b.d           | 4.            | Nie awansował      | Nie awansował      | Nie awansował | Nie awansował |
| 400 m przez płotki | František Kiehlmann |            |            | 59,9          | 3.            | Nie awansował      | Nie awansował      | Nie awansował | Nie awansował |
| chód na 3 km       | Josef Šlehofer      |            |            |               |               | Dyskwalifikacja    | Dyskwalifikacja    | Nie awansował | Nie awansował |
| chód na 10 km      | Josef Šlehofer      |            |            |               |               | Nie ukończył biegu | Nie ukończył biegu | Nie awansował | Nie awansował |

Konkurencje techniczne
| Konkurencja    | Zawodnik           | Eliminacje                     | Eliminacje                     | Finał         | Finał         |
| Konkurencja    | Zawodnik           | Wynik                          | Miejsce                        | Wynik         | Miejsce       |
| -------------- | ------------------ | ------------------------------ | ------------------------------ | ------------- | ------------- |
| skok w dal     | František Šretr    | 5,55                           | 26.                            | Nie awansował | Nie awansował |
| trójskok       | František Šretr    | Nie zaliczył żadnej odległości | Nie zaliczył żadnej odległości | Nie awansował | Nie awansował |
| trójskok       | František Stejskal | Nie zaliczył żadnej odległości | Nie zaliczył żadnej odległości | Nie awansował | Nie awansował |
| skok wzwyż     | František Stejskal | 1,65                           | 16.                            | Nie awansował | Nie awansował |
| rzut dyskiem   | František Hoplíček | 36,75                          | 13.                            | Nie awansował | Nie awansował |
| rzut oszczepem | Ardy Vydra         | 37,75                          | 24.                            | Nie awansował | Nie awansował |

| Zawodnik     | Konkurencje   | Konkurencje                | Wyniki                | Punkty                   | Miejsce                  |
| ------------ | ------------- | -------------------------- | --------------------- | ------------------------ | ------------------------ |
| Eduard Hašek | dziesięciobój | bieg 100 m                 | 11,6                  | 762,0                    | 2.                       |
| Eduard Hašek | dziesięciobój | skok w dal                 | 6,125                 | 638,625                  | 10.                      |
| Eduard Hašek | dziesięciobój | pchnięcie kulą             | 9,93                  | 459                      | 19.                      |
| Eduard Hašek | dziesięciobój | skok wzwyż                 | 1,50                  | 398                      | 19.                      |
| Eduard Hašek | dziesięciobój | bieg 400 m                 | 55,6                  | 721,76                   | 8.                       |
| Eduard Hašek | dziesięciobój | rzut dyskiem               | Nie stanął na starcie | Nie stanął na starcie    | Nie stanął na starcie    |
| Eduard Hašek | dziesięciobój | bieg na 110 m przez płotki | -                     | -                        | -                        |
| Eduard Hašek | dziesięciobój | skok o tyczce              | -                     | -                        | -                        |
| Eduard Hašek | dziesięciobój | rzut oszczepem             | -                     | -                        | -                        |
| Eduard Hašek | dziesięciobój | bieg na 1500 m             | -                     | -                        | -                        |
| Eduard Hašek | dziesięciobój | Finał                      |                       | Nie ukończył konkurencji | Nie ukończył konkurencji |

### Piłka nożna
Reprezentacja mężczyzn
| - Rudolf Klapka - Antonín Hojer - Miroslav Pospíšil - Karel Steiner - František Kolenatý - Karel Pešek - Antonín Perner |  | - Emil Seifert - Josef Sedláček - Antonín Janda - Václav Pilát - Jan Vaník - Oto Mazal - Jan Plaček |

### Turniej główny
Pierwsza runda
| 28 sierpnia 1920 | Czechosłowacja | 7:03:0 | Królestwo SHS | Stadion aan de Broodstraat |
|                  |                |        |               |                            |

Ćwierćfinał
| 29 sierpnia 1920 | Czechosłowacja | 4:02:0 | Norwegia | Stadion La Butte Bruksela |
|                  |                |        |          |                           |

Półfinał
| 31 sierpnia 1920 | Czechosłowacja | 4:11:0 | Francja | Olympisch Stadion |
|                  |                |        |         |                   |

Finał
| 2 września 1920 | Czechosłowacja | 2:0 | Belgia | Olympisch Stadion |
|                 |                |     |        |                   |

1. ↑  Reprezentacji Czechodłowacji opuściła plac gry w trakcie I połowy na znak protestu przeciw nieobiektywnemu sędziowaniu. Reprezentacja Belgii zdobyła złoty medal.

### Piłka wodna
- Reprezentacja mężczyzn

| - František Franěk - Antonín Novotný - Václav Lancinger - Eduard Stibor |  | - Hugo Sedláček - Emil Cirl - František Černík - Jan Hora |

#### Turniej o złoty medal
1/8 finału
| 22 sierpnia 1920 | Szwecja | 11:0 | Czechosłowacja |  |
|                  |         |      |                |  |

#### Turniej o brązowy medal
Ćwierćfinał
| 25 sierpnia 1920 | Holandia | 10:0 | Czechosłowacja |  |
|                  |          |      |                |  |

Reprezentanci Czechosłowacji zajęli ostatecznie 11. miejsce.

### Pływanie
Mężczyźni
| Konkurencja      | Zawodnik        | Eliminacje | Eliminacje | Półfinał      | Półfinał      | Finał         | Finał         |
| Konkurencja      | Zawodnik        | Czas       | Miejsce    | Czas          | Miejsce       | Czas          | Miejsce       |
| ---------------- | --------------- | ---------- | ---------- | ------------- | ------------- | ------------- | ------------- |
| 100 m dowolnym   | Václav Bucháček | 1:19,2     | 2.         | b.d           | 5.            | Nie awansował | Nie awansował |
| 400 m dowolnym   | Alois Hrášek    | b.d        | 4.         | Nie awansował | Nie awansował | Nie awansował | Nie awansował |
| 1500 m dowolnym  | Alois Hrášek    | b.d        | 5.         | Ne awansował  | Ne awansował  | Ne awansował  | Ne awansował  |
| 200 m klasycznym | Eduard Stibor   | b.d        | 5.         | Nie awansował | Nie awansował | Nie awansował | Nie awansował |
| 400 m klasycznym | Eduard Stibor   | b.d        | 5.         | Nie awansował | Nie awansował | Nie awansował | Nie awansował |

### Podnoszenie ciężarów
| Konkurencja      | Zawodnik        | Wynik | Pozycja |
| ---------------- | --------------- | ----- | ------- |
| waga piórkowa    | Ludvík Wágner   | 195   | 5.      |
| waga lekkociężka | Jaroslav Dvořák | 227,5 | 8.      |

### Strzelectwo
| Konkurencja                                  | Zawodnik                                                            | Finał | Finał   |
| Konkurencja                                  | Zawodnik                                                            | Wynik | Pozycja |
| -------------------------------------------- | ------------------------------------------------------------------- | ----- | ------- |
| karabin dowolny 3 pozycje                    | Antonín Brych                                                       | b.d   | b.d     |
| karabin dowolny 3 pozycje                    | Josef Linert                                                        | b.d   | b.d     |
| karabin dowolny 3 pozycje                    | Robert Suchada                                                      | b.d   | b.d     |
| karabin dowolny 3 pozycje                    | Rudolf Jelen                                                        | b.d   | b.d     |
| karabin dowolny 3 pozycje                    | Václav Kindl                                                        | b.d   | b.d     |
| karabin dowolny 3 pozycje drużynowo          | Robert Jelen Robert Suchada Václav Kindl Josef Linert Antonín Brych | 3542  | 14.     |
| karabin wojskowy leżąc 300 m drużynowo       | Robert Jelen Robert Suchada Václav Kindl Josef Linert Antonín Brych | 271   | 10.     |
| karabin wojskowy stojąc 300 m drużynowo      | Robert Jelen Robert Suchada Václav Kindl Josef Linert Antonín Brych | 200   | 14.     |
| karabin wojskowy leżąc 600 m drużynowo       | Robert Jelen Robert Suchada Václav Kindl Josef Linert Antonín Brych | 258   | 11.     |
| karabin wojskowy leżąc 300 i 600 m drużynowo | Robert Jelen Robert Suchada Václav Kindl Josef Linert Antonín Brych | 536   | 8.      |

### Szermierka
| Konkurencja          | Zawodnik                                                                    | 1 runda | 1 runda | Ćwierćfinał | Ćwierćfinał   | Półfinały                                                                                  | Półfinały     | Finał                                                                              | Finał          | Pozycja        |
| Konkurencja          | Zawodnik                                                                    | Przeciwnik | Wynik   | Przeciwnik | Wynik         | Przeciwnik                                                                                 | Wynik         | Przeciwnik                                                                         | Wynik          | Pozycja        |
| -------------------- | --------------------------------------------------------------------------- | --- | ------- | --- | ------------- | ------------------------------------------------------------------------------------------ | ------------- | ---------------------------------------------------------------------------------- | -------------- | -------------- |
| szpada indywidualnie | Jan Černohorský                                                             | Félix Goblet d’Alviella João Sassetti Roger Ducret Gustaf Lindblom S. Antonidas John Blake Willem van Blijenburgh Ivan Osiier Paolo Thaon              |         | Nie awansował | Nie awansował | Nie awansował                                                                              | Nie awansował | Nie awansował                                                                      | Nie awansował  | Nie awansował  |
| szpada indywidualnie | Josef Javůrek                                                               | Frédéric Dubourdieu Poul Rasmussen Edouard Fitting Ernest Gevers Carl Gripenstedt Frederico Paredes Louis Delaunoij Raymond Dutcher Robert Montgomerie |         | Nie awansował | Nie awansował | Nie awansował                                                                              | Nie awansował | Nie awansował                                                                      | Nie awansował  | Nie awansował  |
| szpada indywidualnie | Otakar Švorčík                                                              | Nils Hellsten Rui Mayer Joseph De Craecker Alexandre Lippmann Eugène Empeyta Martin Holt Georg Hegner Vasilios Zarkadis                                |         | Georges Trombert Gustaf Lindblom Jorge de Paiva Adrianus de Jong Louis Moreau Charles Delporte Tullio Bozza Joseph De Craecker Poul Rasmussen Roland Willoughby                   |               | Nie awansował                                                                              | Nie awansował | Nie awansował                                                                      | Nie awansował  | Nie awansował  |
| szpada indywidualnie | Josef Jungmann                                                              | Henry Breckinridge Charles Delporte Louis Moreau Jorge de Paiva Aldo Boni Salomon Zeldenrust Charles Notley Einar Råberg                               | P W w   | Abelardo Olivier Fernando Correia Frédéric Dubourdieu Armand Massard Henry Breckinridge Félix Goblet d’Alviella Ahmed Hassanein Rui Mayer Henri Wijnoldy-Daniëls Carl Gripenstedt |               | Nie awansował                                                                              | Nie awansował | Nie awansował                                                                      | Nie awansował  | Nie awansował  |
| szpada indywidualnie | Vilém Tvrzský                                                               | Fernand de Montigny Georges Casanova Adrianus de Jong Henrique da Silveira Giovanni Canova David Warholm Ronald Campbell Henri Jacquet                 |         | Nie awansował | Nie awansował | Nie awansował                                                                              | Nie awansował | Nie awansował                                                                      | Nie awansował  | Nie awansował  |
| szpada drużynowo     | Jan Černohorský Otakar Švorčík Zdeněk Vávra Josef Jungmann Josef Javůrek    | |         | |               | Francja · Szwajcaria · Stany Zjednoczone · Wielka Brytania                                 | P             | Nie awansowali                                                                     | Nie awansowali | Nie awansowali |
| floret indywidualnie | Vilém Tvrzský                                                               | |         | Nedo Nadi Georges Trombert Salomon Zeldenrust Millard Bloomer Charles Pape Harry Evan James Gustaf Lindblom Kay Schrøder                                                          | P W           | Philippe Cattiau Aldo Nadi Marcel Perrot Marcel Cuypers Ejnar Levison                      |               | Nie awansował                                                                      | Nie awansował  | Nie awansował  |
| floret indywidualnie | Josef Jungmann                                                              | |         | Aldo Nadi Ivan Osiier Lionel Bony de Castellane Emile Dufrane Roland Willoughby Nils Hellsten                                                                                     | P W           | Nie awansował                                                                              | Nie awansował | Nie awansował                                                                      | Nie awansował  | Nie awansował  |
| floret indywidualnie | Josef Javůrek                                                               | |         | Abelardo Olivier Marcel Cuypers Marcel Perrot Georg Hegner Adrianus de Jong Joseph Parker Robert Montgomerie Hans Törnblom                                                        | P W           | Nie awansował                                                                              | Nie awansował | Nie awansował                                                                      | Nie awansował  | Nie awansował  |
| floret indywidualnie | František Dvořák                                                            | |         | Philippe Cattiau Pietro Speciale Knut Enell Marcel Berré Philip Doyne Jan van der Wiel                                                                                            |               | Nie awansował                                                                              | Nie awansował | Nie awansował                                                                      | Nie awansował  | Nie awansował  |
| floret indywidualnie | Antonín Mikala                                                              | |         | Fernand de Montigny Tommaso Costantino Félix Vigeveno Edgar Seligman Leonard Schoonmaker                                                                                          | P W           | Nie awansował                                                                              | Nie awansował | Nie awansował                                                                      | Nie awansował  | Nie awansował  |
| floret drużynowo     | Josef Javůrek Antonín Mikala Vilém Tvrzský František Dvořák                 | |         | |               | Włochy · Dania · Wielka Brytania · Belgia                                                  | P             | Nie awansowali                                                                     | Nie awansowali | Nie awansowali |
| szabla indywidualnie | Vilém Tvrzský                                                               | |         | Aldo Nadi Robin Dalglish Félix Goblet d’Alviella Henri Wijnoldy-Daniëls Wouter Brouwer Ronald Campbell John Dimond Georges Trombert                                               | P W           | Nie awansował                                                                              | Nie awansował | Nie awansował                                                                      | Nie awansował  | Nie awansował  |
| szabla indywidualnie | Josef Javůrek                                                               | |         | Nedo Nadi Robert Feyerick Cecil Kershaw Baldo Baldi Henri de Saint Germain Clariborne Walker                                                                                      |               | Henri Wijnoldy-Daniëls Léon Tom Francesco Gargano Aldo Nadi Cecil Kershaw Giorgio Santelli |               | Nie awansował                                                                      | Nie awansował  | Nie awansował  |
| szabla indywidualnie | Zdeněk Vávra                                                                | |         | Léon Tom Francesco Gargano Giulio Rusconi Joseph Parker Evangelos Skotidas Félix Vigeveno Arthur Lyon Jean Margraff Alfred Martin                                                 |               | Nie awansował                                                                              | Nie awansował | Nie awansował                                                                      | Nie awansował  | Nie awansował  |
| szabla indywidualnie | Jaroslav Šourek                                                             | |         | Jan van der Wiel Robert Hennet Giorgio Santelli Herbert Huntingdon Jean Servent Vasilios Zarkadis Roscoe Bowman Frederick Cunningham                                              |               | Nie awansował                                                                              | Nie awansował | Nie awansował                                                                      | Nie awansował  | Nie awansował  |
| szabla drużynowo     | Josef Javůrek Otakar Švorčík František Dvořák Antonín Mikala Josef Jungmann | |         | |               |                                                                                            |               | Włochy · Francja · Holandia · Belgia · Stany Zjednoczone · Dania · Wielka Brytania | P              | 8.             |

### Tenis ziemny
| Konkurencja | Zawodnik                       | 1 runda                               | 2 runda                                          | 3 runda                                              | Ćwierćfinały                                | Półfinały                                   | Finał/Mecz o 3.miejsce                   | Miejsce |
| Konkurencja | Zawodnik                       | Przeciwnik Wynik                      | Przeciwnik Wynik                                 | Przeciwnik Wynik                                     | Przeciwnik Wynik                            | Przeciwnik Wynik                            | Przeciwnik Wynik                         | Miejsce |
| ----------- | ------------------------------ | ------------------------------------- | ------------------------------------------------ | ---------------------------------------------------- | ------------------------------------------- | ------------------------------------------- | ---------------------------------------- | ------- |
| Singiel (m) | Ladislav Žemla                 |                                       | Jarl Malmström P 1:3 (6:4,2:6,3:6,5:7)           | Nie awansował                                        | Nie awansował                               | Nie awansował                               | Nie awansował                            | 17.     |
| Singiel (m) | Karel Ardelt                   |                                       | Alfred Beamish P 0:3 (2:6,4:6,3:6)               | Nie awansował                                        | Nie awansował                               | Nie awansował                               | Nie awansował                            | 17.     |
| Singiel (m) | Otto Woffek                    | Alfred Beamish P 0:3 (1:6,3:6,4:4)    | Nie awansował                                    | Nie awansował                                        | Nie awansował                               | Nie awansował                               | Nie awansował                            | 32.     |
| Singiel (m) | Jaroslav Just                  | Manuel Alonso P 1:3 (3:6,6:2,0:6,2:6) | Nie awansował                                    | Nie awansował                                        | Nie awansował                               | Nie awansował                               | Nie awansował                            | 32.     |
| debel (m)   | Jaroslav Just Bohuslav Hykš    |                                       |                                                  | François Blanchy Jacques Brugnon P 0:3 (1:6,2:6,4:6) | Nie awansowali                              | Nie awansowali                              | Nie awansowali                           | 9.      |
| debel (m)   | Ladislav Žemla Karel Ardelt    |                                       | André Laloux François Laloux W 3:0 (6:2,6:4,6:4) | Brian Norton Louis Raymond P 0:3 (1:6,4:6,4:6)       | Nie awansowali                              | Nie awansowali                              | Nie awansowali                           | 9.      |
| debel (m)   | František Týř Otto Woffek      |                                       |                                                  | Oswald Turnbull Max Woosnam P 0:3 (1:6,2:6,3:6)      | Nie awansowali                              | Nie awansowali                              | Nie awansowali                           | 9.      |
| mikst       | Milada Skrbková Ladislav Žemla |                                       |                                                  | Marthe Dupont François Laloux W 2:0 (7:5,6:4)        | Marie Storms Stéphane Halot W 2:0 (7:5,6:3) | Kathleen McKane Max Woosnam P 0:2 (7:9,3:6) | Amory Hansen Erik Tegner W 2:0 (8:6,6:4) | brąz    |

### Wioślarstwo
| Konkurencja           | Zawodnik | Runda 1 | Runda 1 | Ćwierćfinał | Ćwierćfinał | Półfinał       | Półfinał       | Finał          | Finał          | Pozycja        |
| Konkurencja           | Zawodnik | Czas    | M.      | Czas        | M.          | Czas           | M.             | Czas           | M.             | Pozycja        |
| --------------------- | --- | ------- | ------- | ----------- | ----------- | -------------- | -------------- | -------------- | -------------- | -------------- |
| Jedynka               | Gustav Zinke |         |         | b.d         | 3.          | Nie awansował  | Nie awansował  | Nie awansował  | Nie awansował  | Nie awansował  |
| Czwórka ze sternikiem | Jiří Wihan Dominik Štillip Jaroslav Oplt Jindřich Mulač Jan Bauch                                                                |         |         |             |             | b.d            | 3.             | Nie awansowali | Nie awansowali | Nie awansowali |
| ósemka                | Emil Ordnung Ferdinand Brožek Vladimír Širc Josef Širc Jiří Kallmünzer Otakar Votík Ivan Schweizer Bohdan Kallmünzer Karel Čížek |         |         | 6:43,0      | 2.          | Nie awansowali | Nie awansowali | Nie awansowali | Nie awansowali | Nie awansowali |

### Zapasy
| Konkurencja                   | Zawodnik          | 1/16 finału        | 1/8 finału         | Ćwierćfinał         | Półfinał               | Finał            | Miejsce       |
| Konkurencja                   | Zawodnik          | Przeciwnik Wynik   | Przeciwnik Wynik   | Przeciwnik Wynik    | Przeciwnik Wynik       | Przeciwnik Wynik | Miejsce       |
| ----------------------------- | ----------------- | ------------------ | ------------------ | ------------------- | ---------------------- | ---------------- | ------------- |
| styl klasyczny waga piórkowa  | Josef Beránek     |                    | Jules Bouquet W    | Eduard Pütsep p     | Nie awansował          | Nie awansował    | Nie awansował |
| styl klasyczny waga piórkowa  | František Řezáč   | Rasmus Torgensen p | Nie awansował      | Nie awansował       | Nie awansował          | Nie awansował    | Nie awansował |
| styl klasyczny waga lekka     | František Kopřiva |                    | Taavi Tamminen p   | Frithjof Andersen P | Nie awansował          | Nie awansował    | Nie awansował |
| styl klasyczny waga lekka     | Karel Halík       |                    | Carl Coerse P      | nie awansował       | nie awansował          | nie awansował    | nie awansował |
| styl klasyczny waga średnia   | Josef Huml        | Camille Prunier W  | Henry Szymanski p  | Nie awansował       | Nie awansował          | Nie awansował    | Nie awansował |
| styl klasyczny waga średnia   | Jan Balej         |                    | Carlo Corsanego W  | Arthur Lindfors p   | Johannes Eillebrecht p | Nie awansował    | Nie awansował |
| styl klasyczny waga półciężka | František Tázler  | Oscar Theisen W    | Anders Rajala p    | Nie awansował       | Nie awansował          | Nie awansował    | Nie awansował |
| styl klasyczny waga półciężka | František Kocián  |                    | Guillaume Snoeck p | Nie awansował       | Nie awansował          | Nie awansował    | Nie awansował |
| styl klasyczny waga ciężka    | Josef Struna      | Edward Willkie p   | Nie awansował      | Nie awansował       | Nie awansował          | Nie awansował    | Nie awansował |
| styl klasyczny waga ciężka    | Jan Kraus         | Giorgio Calz p     | Nie awansował      | Nie awansował       | Nie awansował          | Nie awansował    | Nie awansował |